# Didius
Didius war der Gentilname (nomen gentile) der römischen plebejischen Familie gens Didia.
Bekannte Angehörige waren:
- Didius Julianus, römischer Kaiser im Jahr 193 n. Chr.
- Titus Didius, Konsul 98 v. Chr.
- Quintus Didius, Statthalter Syriens 31–29 v. Chr.
- Aulus Didius Gallus, Suffektkonsul 39 n. Chr.
- Aulus Didius Gallus Fabricius Veiento, Suffektkonsul 80 und 83 n. Chr.
- Titus Didius Secundus, römischer Suffektkonsul 102
- Publius Didius Italicus, römischer Offizier (Kaiserzeit)
- Publius Didius Nepos, römischer Offizier (Kaiserzeit)
- Didius Severus, römischer Offizier (Kaiserzeit)
- Didia Clara, Tochter des Kaisers Didius Iulianus

Siehe auch:
- Marcus Didius Falco, fiktive Figur in Romanen von Lindsey Davis